# Tomas Nordqvist
Tomas Nordqvist, född 21 december 1935, död 8 maj 1995, var en svensk jurist som var lagman i Handens tingsrätt från 1985 till 1994 samt i Huddinge tingsrätt under 1995 till sin död.
Nordqvist utnämndes 17 april 1975 till ordförande i hyresnämnden för Kopparbergs län och Gävleborgs län från att varit rådman i Gävle tingsrätt. Han utnämndes 2 april 1981 till rådman i Handens tingsrätt. Han blev 2 maj 1984 hovrättsråd i Svea hovrätt och han utnämndes 29 november 1984 till lagman i Handens tingsrätt. Den 24 november 1994 utnämndes han till lagman i Huddinge tingsrätt.